# Гамма-променевий лазер
Гамма-променевий лазер або гразер:111 — це гіпотетичний пристрій, який вироблятиме когерентні гамма-промені так само, як звичайний лазер виробляє когерентні промені видимого світла. Потенційні застосування гамма-лазерів включають медичну візуалізацію, рух космічних кораблів і лікування раку.
У своїй Нобелівській лекції 2003 року Віталій Гінзбург назвав гамма-лазер однією з 30 найважливіших проблем фізики.
Зусилля зі створення практичного гамма-лазера є міждисциплінарним, що охоплює квантову механіку, ядерну та оптичну спектроскопію, хімію, фізику твердого тіла та металургію, а також генерацію, сповільнення та взаємодію нейтронів, і включає спеціальні знання та дослідження в усіх цих галузях. Предмет включає як фундаментальну науку, так і інженерні технології.

## Дослідження
Проблема отримання достатньої концентрації резонансних збуджених (ізомерних) ядерних станів для виникнення колективного вимушеного випромінювання зводиться до розширення спектральної лінії гамма-випромінювання.  З двох форм розширення однорідне розширення є результатом тривалості існування ізомерного стану: чим коротший час життя, тим більш розширена лінія. Неоднорідне розширення включає в себе всі механізми, за допомогою яких рівномірно розширена лінія поширюється по спектру.
Найвідомішим неоднорідним розширенням є доплерівське розширення віддачі від теплового руху молекул у твердому тілі, що містить збуджений ізомер, і віддача від випромінювання гамма-випромінювання, при якому спектр випромінювання одночасно зміщується та розширюється. Ізомери в твердих тілах можуть випромінювати різкий компонент, накладений на розширений доплерівський фон; це називається ефектом Мессбауера. Це безвідкатне випромінювання демонструє різку лінію на розширеному допплерівському фоні, яка лише трохи зміщена від центру фону.
З видаленням неоднорідного фону і різкою лінією, здавалося б, у нас є умови для посилення. Але іншими труднощами, які можуть погіршити підсилення, є незбуджені стани, які резонансно поглинають випромінювання, непрозорі домішки та втрати під час розповсюдження через кристал, у якому вбудовані активні ядра. Значну частину останнього можна подолати шляхом розумного вирівнювання кристалів матриці для використання прозорості, що забезпечується ефектом Бормана.
Інша складність, дилема Грейсера, полягає в тому, що властивості, які повинні забезпечити посилення, і ті, які дозволять достатню щільність ядерної інверсії, здаються несумісними. Час, необхідний для активації, розділення, концентрації та кристалізації значної кількості збуджених ядер за допомогою традиційної радіохімії становить принаймні кілька секунд. Щоб забезпечити збереження інверсії, час життя збудженого стану має бути значно довшим. Крім того, нагрівання, яке виникне в результаті нейтронного накачування інверсії in situ, здається несумісним із збереженkням ефекту Мессбауера, хоча ще є шляхи для дослідження.
Нагрівання можна зменшити за допомогою двоступеневого нейтронного і гамма-накачування, в якому захоплення нейтронів відбувається в базовому легованому перетворювачі, де воно генерує мессбауерівське випромінювання, яке потім поглинається ядрами в основному стані в гразері. Двоступінчасте накачування кількох рівнів має численні переваги.
Інший підхід полягає у використанні ядерних переходів, керованих колективними електронними коливаннями.   У схемі буде використано тріаду ізомерних станів: довгоживучий стан зберігання на додаток до верхнього та нижнього станів генерації. Стан зберігання буде енергетично близьким до короткочасного верхнього стану генерації, але розділеним забороненим переходом, що включає одну квантову одиницю моменту імпульсу обертання. За допомогою дуже інтенсивного оптичного лазера гразер міг би розштовхувати електронну хмару вперед-назад і насичувати заборонений перехід у ближньому полі хмари. Заселеність стану накопичення буде швидко вирівняна з верхнім станом генерації, перехід якого в нижній стан генерації буде як спонтанним, так і стимульованим резонансним гамма-випромінюванням. «Повна» схема нуклідів, ймовірно, містить дуже велику кількість ізомерних станів, і існування такої тріади здається ймовірним, але її ще належить знайти.
Нелінійності можуть призводити до просторових і часових гармонік у ближньому полі ядра, відкриваючи діапазон можливостей для швидкого переходу від стану зберігання до верхнього стану генерації з використанням інших видів тріад, що включають енергії переходу на кратних квантової енергії оптичного лазера та при вищих мультиполярностях.

## Подальше читання
- Балко, Б.; Коен, Л.; Горобець Д.А.; ред. (1989). Гамма-лазери . Пергам.ISBN 978-0-08-037015-6ISBN 978-0-08-037015-6 http://www.sciencedirect.com/science/book/9780080370156 Надає остаточний огляд поточного стану гамма-лазерів.
- Killus, J. (2006). The gamma laser. Unintentional Irony. A review for laymen.